# Kazuši Kimura
Kazuši Kimura (* 19. červenec 1958) je bývalý japonský fotbalista.

## Klubová kariéra
Hrával za Yokohama Marinos.

## Reprezentační kariéra
Kazuši Kimura odehrál za japonský národní tým v letech 1979-1986 celkem 54 reprezentačních utkání.

## Statistiky
| Japonsko | Japonsko | Japonsko |
| Roky     | Záp.     | Góly     |
| -------- | -------- | -------- |
| 1979     | 3        | 0        |
| 1980     | 9        | 4        |
| 1981     | 1        | 0        |
| 1982     | 8        | 1        |
| 1983     | 10       | 8        |
| 1984     | 7        | 4        |
| 1985     | 10       | 7        |
| 1986     | 6        | 2        |
| Celkem   | 54       | 26       |